# Кіождянка
Кіождянка (рум. Chiojdeanca) — село у повіті Прахова в Румунії. Адміністративний центр комуни Кіождянка.
Село розташоване на відстані 81 км на північ від Бухареста, 30 км на північний схід від Плоєшті, 140 км на захід від Галаца, 75 км на південний схід від Брашова.

## Населення
За даними перепису населення 2002 року у селі проживали 704 особи, усі — румуни. Усі жителі села рідною мовою назвали румунську.